# Линдберг, Энн

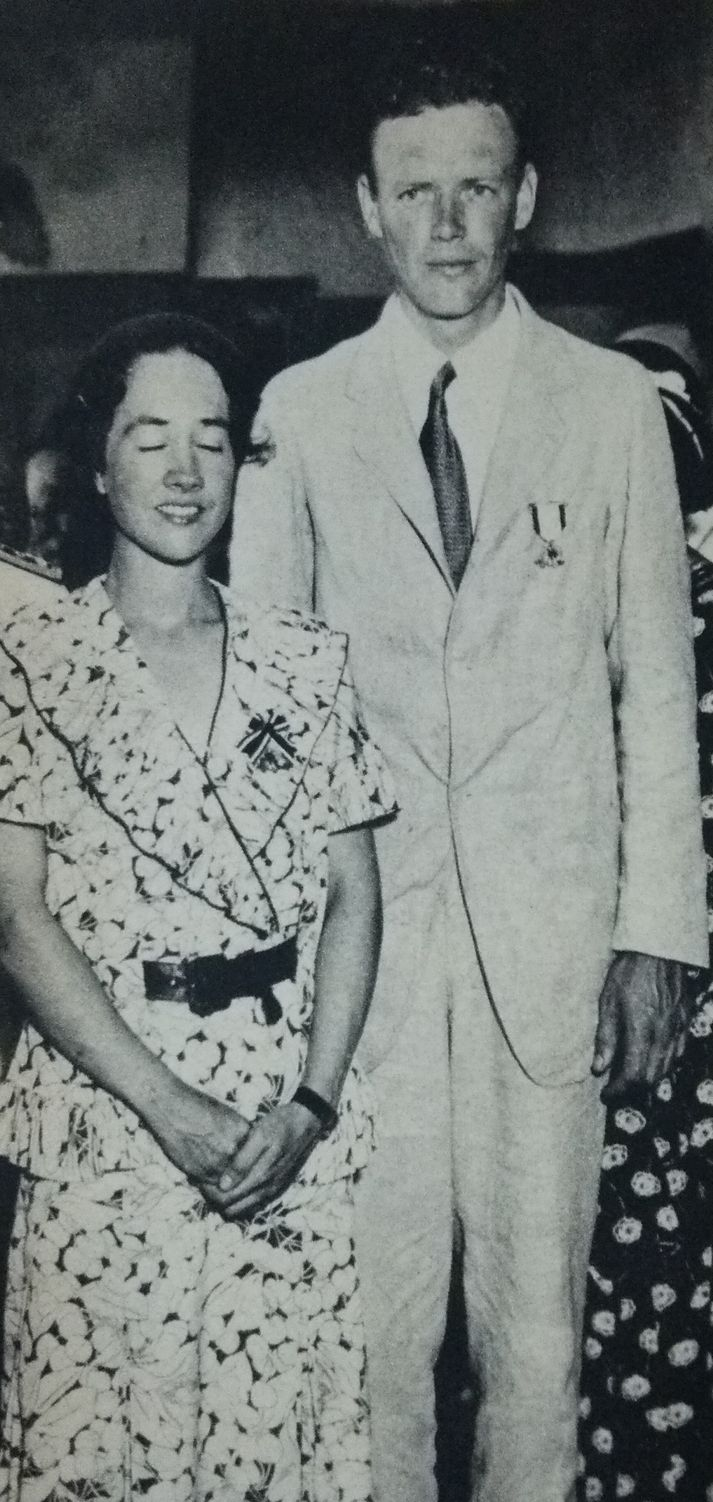
Линдберги с японской наградой — орденом Восходящего солнца

Энн Спенсер Морроу Линдберг (англ. Anne Spencer Morrow Lindbergh; 22 июня 1906 — 7 февраля 2001) — американская писательница и лётчица, летавшая вместе со своим мужем Чарльзом Линдбергом.

## Биография
Отец — Дуайт Морроу, партнёр компании J.P. Morgan & Co., был послом США в Мексике и сенатором от штата Нью-Джерси; мать — Элизабет Каттер Морроу, была учительницей и поэтессой, боролась за права женщин, работала в качестве исполняющего обязанности президента своей альма-матер — колледжа Смит.
Энн была второй из четырёх детей, где ещё были сёстры Элизабет и Констанс, а также брат Дуайт-младший; все дети воспитывались в кальвинистском духе. После окончания в 1924 году школы Chapin School в Нью-Йорке, Энн посещала колледж Смита, который окончила со степенью бакалавра гуманитарных наук в 1928 году. Уже здесь она начала писать свои первые произведения.
С Чарльзом Линдбергом они познакомились 21 декабря 1927 года, в Мехико, куда уже известного авиатора пригласил её отец. Энн Морроу и Чарльз Линдберг поженились на закрытой церемонии 27 мая 1929 года в доме родителей в Энглвуде. Линдберг обучил жену лётному искусству, навигации она училась у Гарольда Гатти. В 1930 году Энн стала первой американской женщиной, получившей лицензию пилота — Glider pilot license. В 1930-е годы супруги Линдберг в числе первых прокладывали воздушные маршруты между континентами — Америкой, Африкой, Европой и Азией. 22 июня 1930 года в семье родился первый ребёнок — Чарльз-младший, чья судьба стала трагичной и известной всему миру. Всего в семье потом было пятеро детей — сыновья Джон, Лэнд и Скотт, а также дочери Анна и Рив.
В конце 1930-х годов Чарльз и Энн были приглашены в Европу правительствами Франции и Германии в тур по заводам авиационной промышленности. В Германии Чарльза Линдберга восхитила высокоразвитая авиационная промышленность. В апреле 1939 года Линдберги вернулись в Соединённые Штаты. После войны Энн занялась писательством, весьма успешно.
Их семья жила в разных местах — США, Англии, Франции, Швейцарии и на Гавайях.
После серии перенесённых инсультов в начале 1990-х годов Энн стала инвалидом, жила в Коннектикуте, где ей помогали круглосуточные сиделки. Во время визита к дочери Рив в Вермонт в 1999 году, она заболела воспалением лёгких, после чего стала жить рядом с Рив в отдельном доме. Умерла в городке Passumpsic, штат Вермонт, от инсульта. Была кремирована и её пепел развеян.

## Заслуги

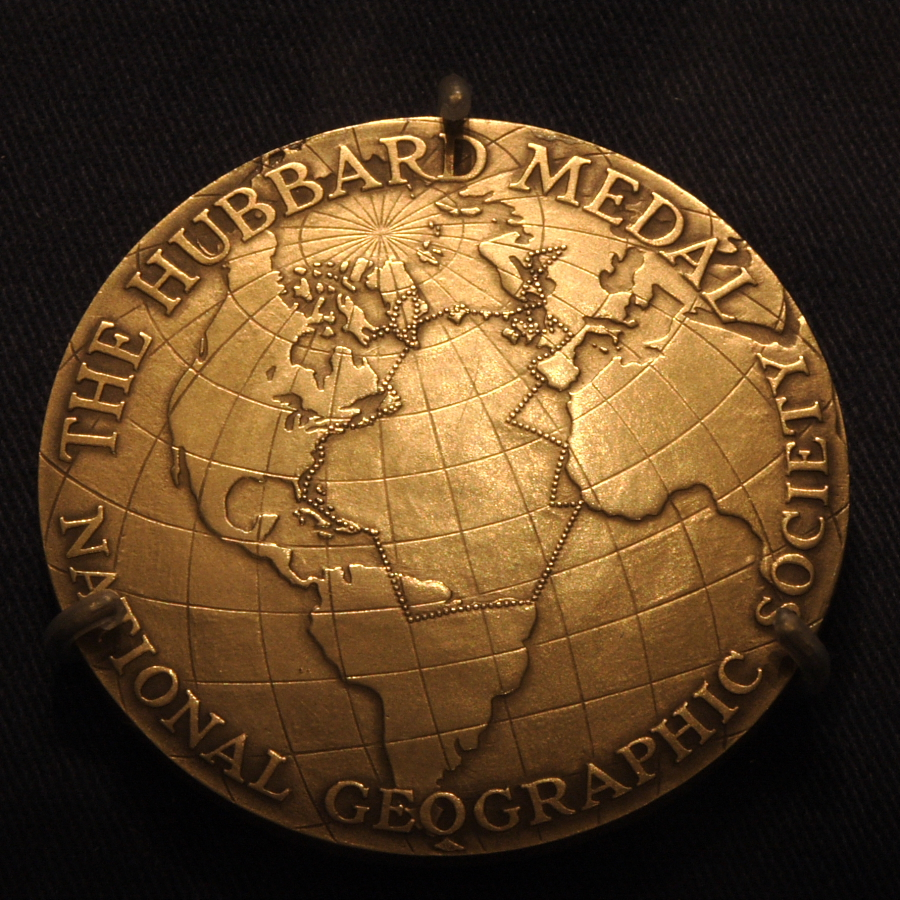
Медаль Хаббарда с маршрутом полёта Энн Линдберг

Энн Линдберг получила много разных наград в знак признания её вклада как в литературе, так и авиации. В 1933 году она получила медаль US Flag Association Cross of Honor за трансатлантические полёты. В 1934 году она была награждена медалью Хаббарда Национального географического общества — за полёты с мужем на пяти континентах (налетав 40000 миль (64000 километров)).
В 1993 году общество Women in Aerospace вручило ей премию в знак признания её достижений и за вклад в развитие аэрокосмической области. Энн Линдберг была включена в Национальный авиационный зал славы (1979), Национальный зал славы женщин (1996), авиационный зал славы Нью-Джерси и международный зал славы женщин-пионеров в авиации (1999).
Её первая книга — North to the Orient (1935) — была удостоена премии National Book Awards, её вторая книга — Listen! The Wind (1938) — добилась такого же успеха. Линдберг получила премию Святого Христофора за публикацию своих дневников — War Within and Without.